# Pyxine consocians
Pyxine consocians är en lavart som beskrevs av Vain. 1913. Pyxine consocians ingår i släktet Pyxine och familjen Caliciaceae.   Inga underarter finns listade i Catalogue of Life.